# Ri (pronom)
Ri ([ri] , possessif : ria [ˈri.a] ) est un pronom personnel non officiel en espéranto pour la troisième personne du singulier en complément des pronoms officiels (li au masculin, ŝi au féminin, ĝi au neutre).

## Présentation
Le pronom ri est utilisé par certains locuteurs lorsque le genre d'une personne n'est pas connu ou lorsqu'il n'est pas souhaitable de les désigner par un "il" ou un "elle", comme le they singulier est utilisé en anglais ou iel en français. En espéranto, l'usage de ce pronom est appelé riismo ([ri.ˈis.mo] , littéralement "ri-isme").
Le 12 mai 2020, Marcos Cramer, membre de l'Académie d'espéranto, a publié une étude empirique sur l'utilisation des pronoms neutres en espéranto. L'étude conclut en disant que le pronom ri est aujourd'hui beaucoup plus connu et utilisé qu'il y a dix ans, et que cette évolution est plus forte chez les jeunes. L'étude montre que le pronom est très largement utilisé pour désigner des personnes non-binaires, mais aussi que le pronom est considérablement utilisé pour désigner une personne de manière non spécifique au genre.
Le pronom n'a pas un soutien officiel par l'Académie d'espéranto, cependant certains membres de l'académie l'utilisent. Le 24 juin 2020, l'organe consultatif de l'académie a répondu à une question sur les pronoms pour les personnes non binaires :

« La question touche un sujet difficile, car en espéranto il n'existe pas de pronom traditionnel pour les personnes qui s'identifient comme n'appartenant pas à l'un des genres traditionnels, et jusqu'à présent aucune expression n'a été acceptée par l'ensemble de la communauté linguistique.

L'Académie d'espéranto observe, analyse et discute avec attention l'évolution actuelle de la langue et les débats sur la langue. En tant qu'organe purement consultatif, mais aucunement décisionnel, la Lingva Konsultejo ne peut pas à présent anticiper une recommandation ou toute autre décision ou interprétation du Fundamento qui pourrait être faite par l'Académie. »

Le pronom a également été utilisé dans les paroles de chansons de divers musiciens, notamment dans de multiples chansons du groupe La Perdita Generacio.

## Histoire
L'histoire précise du pronom ri n'est pas claire ; le pronom semble avoir été créé indépendamment à plusieurs reprises, car il ne reste pas beaucoup d'autres options qui suivent le modèle des autres pronoms en espéranto, et qui n'ont pas déjà une signification dans la langue.
La première utilisation enregistrée du pronom est en 1976 dans le magazine Eĥo de l'Association danoise d'espéranto, où il est proposé de l'utiliser aux côtés des pronoms déjà existants li ("il") et ŝi ("elle"). Jusqu'en 2010 environ, il est resté un mot expérimental rarement utilisé, mais après 2010, son utilisation a augmenté de manière significative, en particulier chez les jeunes locuteurs des pays occidentaux, ce qui coïncide avec des changements similaires dans les langues locales vers un langage plus neutre vis-à-vis du genre.
La Plena Manlibro de Esperanta Gramatiko, un ouvrage de référence sur la grammaire de l'espéranto, déconseillait l'utilisation de ce pronom, mais depuis avril 2019, ce n'est plus le cas. L'ouvrage décrit désormais sans jugement les différentes façons dont le pronom est effectivement employé dans l’usage de la langue.

## Utilisations
Le pronom ri a principalement deux types d’usages :
- Pour mentionner une personne qui ne s'identifie pas au genre masculin ou féminin. Par exemple : "Alekso kaj ria amiko estas ambaŭ neduumaj." ("Alex et son ami sont tous deux non binaires.")
- Pour mentionner un individu de manière générique sans présumer de son genre. Par exemple : "Se iu alvenos frue, diru al ri, ke ri atendu, ĝis mi alvenos." ("Si quelqu'un arrive en avance, dites à cette personne d'attendre jusqu'à ma venue."). Ce cas d’usage fait doublon avec l’emploi du pronom neutre traditionnel ĝi.